# Erval Velho
Erval Velho est une ville brésilienne de l'ouest de l'État de Santa Catarina.

## Géographie
Erval Velho se situe par une latitude de 27° 16′ 32″ sud et par une longitude de 51° 26′ 31″ ouest, à une altitude de 674 mètres. Sa population était de 4 353 habitants au recensement de 2010. La municipalité s'étend sur 208 km2.
Elle fait partie de la microrégion de Joaçaba, dans la mésorégion Ouest de Santa Catarina.

## Histoire
Le territoire de la municipalité actuelle de Erval Velho était habité par des indiens bororos.
Le peuplement moderne de la ville commença avec l'arrivée de quelques familles en provenance de l'État voisin du Rio Grande do Sul vers 1870, qui s'installèrent sur les rives du rio Erval.
La petite colonie s'appela d'abord São Sebastião do Erval, puis Arco Verde, et enfin Erval Velho. Le nom de la ville tire son origine de la grande quantité de yerba maté (erva-mate en portugais) que l'on trouve dans la région.
En 1881, la localité devient district de Campos Novos puis, en 1963, municipalité indépendante.

## Villes voisines
Erval Velho est voisine des municipalités (municípios) suivantes :
- Campos Novos
- Capinzal
- Lacerdópolis
- Herval d'Oeste